# Tipula (Labiotipula) youngi
Tipula (Labiotipula) youngi is een tweevleugelige uit de familie langpootmuggen (Tipulidae). De soort komt voor in het Nearctisch gebied.